# Teliamura
Teliamura là một thị xã và là một nagar panchayat của quận West Tripura thuộc bang Tripura, Ấn Độ.

## Nhân khẩu
Theo điều tra dân số năm 2001 của Ấn Độ, Teliamura có dân số 19.606 người. Phái nam chiếm 51% tổng số dân và phái nữ chiếm 49%. Teliamura có tỷ lệ 81% biết đọc biết viết, cao hơn tỷ lệ trung bình toàn quốc là 59,5%: tỷ lệ cho phái nam là 85%, và tỷ lệ cho phái nữ là 78%. Tại Teliamura, 10% dân số nhỏ hơn 6 tuổi.